# جورج روبرت باترسون
جورج روبرت باترسون (بالإنجليزية: George Robert Patterson)‏ هو سياسي أمريكي، ولد في 9 نوفمبر 1863 في الولايات المتحدة، وتوفي في 21 مارس 1906 في نفس البلد. حزبياً، نشط في الحزب الجمهوري. وقد انتخب عضو مجلس النواب الأمريكي.